# 1968-as magyar birkózóbajnokság
Az 1968-as magyar birkózóbajnokság a hatvanegyedik magyar bajnokság volt. A kötöttfogású bajnokságot június 1. és 2. között, a szabadfogású bajnokságot pedig június 8. és 9. között rendezték meg, mindkettőt Budapesten, a Nemzeti Sportcsarnokban.

## Eredmények

### Férfi kötöttfogás
| Versenyszám  | Arany                        | Arany | Ezüst                           | Ezüst | Bronz                            | Bronz |
| ------------ | ---------------------------- | ----- | ------------------------------- | ----- | -------------------------------- | ----- |
| Lepkesúly    | Alker Imre Ferencvárosi TC   |       | Erdős Márton Bp. Honvéd         |       | Varga György Debreceni Petőfi    |       |
| Légsúly      | Varga János Bp. Honvéd       |       | Molnár Gyula Bp. Honvéd         |       | Bolla József Újpesti Dózsa       |       |
| Pehelysúly   | Fodor Imre Honvéd Szondi SE  |       | Fazekas József Ganz-MÁVAG VSE   |       | Vass Sándor BVSC                 |       |
| Könnyűsúly   | Steer Antal BVSC             |       | Bakos András Ferencvárosi TC    |       | Jehoda Károly Bp. Honvéd         |       |
| Váltósúly    | Paulicska Béla Bp. Spartacus |       | Szabó Tamás Dunaújvárosi Kohász |       | Hornyák József BVSC              |       |
| Középsúly    | Sillai László Győri Dózsa    |       | Pércsi József Bp. Honvéd        |       | Pintér István BVSC               |       |
| Félnehézsúly | Csatári József Bp. Honvéd    |       | Botond Imre Orosházi Spartacus  |       | Pruzsinszky Vilmos Bp. Spartacus |       |
| Nehézsúly    | Kozma István Vasas SC        |       | Piti Péter Vasas SC             |       | Molnár Oszkár Ferencvárosi TC    |       |

### Férfi szabadfogás
| Versenyszám  | Arany                      | Arany | Ezüst                            | Ezüst | Bronz                           | Bronz |
| ------------ | -------------------------- | ----- | -------------------------------- | ----- | ------------------------------- | ----- |
| Lepkesúly    | Erdős Márton Bp. Honvéd    |       | Varga György Debreceni Petőfi    |       | Ölveti László Debreceni VSC     |       |
| Légsúly      | Klinga László Bp. Honvéd   |       | Deák Balázs Bp. Spartacus        |       | Idei Lajos Ferencvárosi TC      |       |
| Pehelysúly   | Rusznyák József Bp. Honvéd |       | Szabó László Vasas SC            |       | Bereczki Dezső Honvéd Szondi SE |       |
| Könnyűsúly   | Búzás Károly Bp. Honvéd    |       | Rideg György Honvéd Szondi SE    |       | Sallai Lajos Honvéd Szondi SE   |       |
| Váltósúly    | Bajkó Károly Vasas SC      |       | Kaliszky Pál Ferencvárosi TC     |       | Szabó Tamás Dunaújvárosi Kohász |       |
| Középsúly    | Hollósi Géza Bp. Honvéd    |       | Hegedűs Csaba Vasas SC           |       | Maróti István Bp. Honvéd        |       |
| Félnehézsúly | Csatári József Bp. Honvéd  |       | Kovács János Debreceni VSC       |       | Németh József Honvéd Szondi SE  |       |
| Nehézsúly    | Kozma István Vasas SC      |       | Nyers László Dunaújvárosi Kohász |       | Szabó Lajos Debreceni VSC       |       |